# Lolo (CDP)
Lolo és una concentració de població designada pel cens al comtat de Missoula a l'estat de Montana. Segons el cens del 2000 tenia 3.388 habitants.

## Demografia
Segons el cens del 2000, Lolo tenia 3.388 habitants, 1.218 habitatges, i 936 famílies. La densitat de població era de 137,6 habitants per km².
Dels 1.218 habitatges en un 44% hi vivien nens de menys de 18 anys, en un 61,6% hi vivien parelles casades, en un 10,3% dones solteres, i en un 23,1% no eren unitats familiars. En el 17,3% dels habitatges hi vivien persones soles el 4,5% de les quals corresponia a persones de 65 anys o més que vivien soles. El nombre mitjà de persones vivint en cada habitatge era de 2,78 i el nombre mitjà de persones que vivien en cada família era de 3,15.
Per edats la població es repartia de la següent manera: un 31,3% tenia menys de 18 anys, un 8,2% entre 18 i 24, un 32,9% entre 25 i 44, un 20,8% de 45 a 60 i un 6,8% 65 anys o més.
L'edat mediana era de 32 anys. Per cada 100 dones de 18 o més anys hi havia 96,5 homes.
La renda mediana per habitatge era de 43.846$ i la renda mediana per família de 46.629 $. Els homes tenien una renda mediana de 30.392 $ mentre que les dones 22.188 $. La renda per capita de la població era de 18.369 $. Aproximadament el 2,5% de les famílies i el 4,7% de la població estaven per davall del llindar de pobresa.

## Poblacions properes
El següent diagrama mostra les poblacions més properes.